# Mycetophila marshalli
Mycetophila marshalli är en tvåvingeart som beskrevs av Günther Enderlein 1910. Mycetophila marshalli ingår i släktet Mycetophila och familjen svampmyggor. Inga underarter finns listade i Catalogue of Life.